# Somewhere Only We Know
Somewhere Only We Know è un singolo del gruppo musicale britannico Keane, pubblicato il 16 febbraio 2004 come primo estratto dal primo album in studio Hopes and Fears.

## Descrizione
Una prima versione di Somewhere Only We Know venne composta nel 2001 da Tim Rice-Oxley, basandosi principalmente sulla canzone Heroes di David Bowie. Questa versione presentava anche la chitarra elettrica, suonata da Dominic Scott poco prima che abbandonasse il gruppo. Una seconda demo, poco più lunga della versione definitiva, invece presenta il pianoforte al posto della chitarra, oltre a un interludio più esteso e alla mancanza delle parti vocali alla fine della canzone.
Il brano è stato composto in 4/4, presenta un tempo di 87bpm ed è in chiave di La maggiore. Il riff principale di pianoforte, l'unico strumento che viene suonato ininterrottamente per tutta la durata del brano, invece è stato scritto in croma. Il ritmo mostra un 16-beat creato da Richard Hughes con un tamburello (visibile anche nel videoclip del brano). Durante la canzone è possibile ascoltare anche un basso, suonato da Rice-Oxley durante le sessioni di registrazione per Hopes and Fears e nelle esibizioni dal vivo suonato sempre da Rice-Oxley mediante il PowerBook G4 (prima dell'arrivo di Jesse Quin). Inoltre è presente anche un sintetizzatore, il quale crea un'armonia con il pianoforte e con la voce a partire dal secondo ritornello.

## Video musicale
Il videoclip, diretto da Corin Hardy, mostra i Keane uscire da uno studio e prendere un taxi. Durante il viaggio in taxi, un piccolo spirito nero è presente insieme a loro. Arrivati in una zona boscosa, i membri del gruppo camminano all'interno della foresta fino ad arrivare a un ruscello, dove eseguono il brano. Verso la fine della canzone, appaiono altri piccoli spiriti che si avvicinano al gruppo e alla fine è possibile vedere i loro cuori splendere.
Un'altra versione del video, pubblicata negli Stati Uniti, mostra i Keane esibirsi su un palco con l'immagine di una foresta proiettata alle loro spalle. Poco dopo, la foresta diventa reale e il gruppo si ritrova a suonare all'interno della stessa. Dopo il ritornello, la foresta si tramuta in una città, ma successivamente una pioggia riconverte la città nella foresta. Alla fine della canzone, la foresta scompare e i Keane si ritrovano a suonare sul palco apparso all'inizio del video.

## Tracce
Testi e musiche di Tim Rice-Oxley, Tom Chaplin e Richard Hughes, eccetto dove indicato.
CD promozionale (Regno Unito)
1. Somewhere Only We Know – 3:58

CD (Regno Unito), 7" (Regno Unito)
1. Somewhere Only We Know – 3:58
2. Snowed Under – 3:50

CD (Australia), CD maxi (Regno Unito), download digitale
1. Somewhere Only We Know – 3:58
2. Snowed Under – 3:50
3. Walnut Tree – 3:40 (Tim Rice-Oxley, Tom Chaplin, Richard Hughes, James Sanger)
4. Somewhere Only We Know - Video – 3:58 – assente nell'edizione digitale

## Formazione
Hanno partecipato alle registrazioni, secondo le note di copertina di Hopes and Fears:
Gruppo
- Tom Chaplin – voce
- Tim Rice-Oxley – pianoforte, tastiera, basso
- Richard Hughes – batteria

Produzione
- Andy Green – produzione, ingegneria del suono, programmazione Pro Tools
- Keane – produzione
- Mark "Spike" Stent – missaggio
- David Treahern – assistenza al missaggio
- Rob Haggett – assistenza secondaria al missaggio
- Ted Jensen – mastering

## Classifiche

### Classifiche settimanali
| Classifica (2004)          | Posizione massima |
| -------------------------- | ----------------- |
| Belgio (Fiandre)           | 43                |
| Belgio (Vallonia)          | 6                 |
| Danimarca                  | 9                 |
| Francia                    | 42                |
| Germania                   | 55                |
| Irlanda                    | 30                |
| Italia                     | 44                |
| Nuova Zelanda              | 19                |
| Paesi Bassi                | 15                |
| Regno Unito                | 3                 |
| Stati Uniti                | 50                |
| Stati Uniti (adult top 40) | 11                |
| Stati Uniti (alternative)  | 32                |
| Stati Uniti (digital)      | 26                |
| Stati Uniti (pop 100)      | 41                |

### Classifiche di fine anno
| Classifica (2023) | Posizione |
| ----------------- | --------- |
| Portogallo        | 158       |

## Cover
La canzone è stata reinterpretata nel 2007 dal cantante dei Toto Joseph Williams, per il suo album Smiles. Nella puntata Born This Way della seconda stagione del telefilm Glee, Darren Criss ha reinterpretato la canzone, la quale è stata successivamente inserita nella colonna sonora Glee: The Music Presents the Warblers (2011).
Nel 2013 la cantante britannica Lily Allen ha pubblicato una propria versione del brano come singolo, mentre l'anno successivo è stato reinterpretato da Cristina Scuccia ed inserito nell'album Sister Cristina.
Nel 2018 una cover cantata da Reneé Dominique viene utilizzata dalla Samsung per accompagnare lo spot su prodotti della serie Galaxy.